# Edathirinji
Edathirinji es una ciudad censal situada en el distrito de Thrissur en el estado de Kerala (India). Su población es de 9849 habitantes (2011). Se encuentra a 24 km de Thrissur y a 49 km de Cochín.

## Demografía
Según el censo de 2011 la población de Edathirinji era de 9849 habitantes, de los cuales 4568 eran hombres y 5281 eran mujeres. Edathirinji tiene una tasa media de alfabetización del 96,75%, superior a la media estatal del 94%: la alfabetización masculina es del 98,16%, y la alfabetización femenina del 95,56%.